# Michael Christian Martinez
Michael Christian Martinez (Parañaque, 4 novembre 1996) è un pattinatore artistico su ghiaccio filippino.
È il primo pattinatore proveniente dal Sud-est asiatico e il primo proveniente dalla zona torrida a qualificarsi per i Giochi olimpici, nonché l'unico atleta filippino a rappresentare il proprio Paese ai XXII Giochi olimpici invernali. È inoltre due volte campione del Triglav Trophy e vincitore la medaglia d'argento al Challenge Series del Warsaw Cup nel 2014.

## Biografia
Martinez è nato a Parañaque il 4 novembre 1996. Ha iniziato a soffrire di bronchite a due mesi di età e ciò lo ha costretto a stare spesso in ospedale durante il periodo.

## Carriera
Michael Martinez ha iniziato a pattinare nel 2005, dopo essersi appassionato alla disciplina in una pista di pattinaggio all'interno di un centro commerciale.

## Palmarès
GP: Grand Prix; CS: Challenger Series; JGP: Junior Grand Prix
| Internazionali                    | Internazionali | Internazionali | Internazionali | Internazionali | Internazionali | Internazionali | Internazionali | Internazionali | Internazionali |
| Evento                            | 2010–11        | 2011–12        | 2012–13        | 2013–14        | 2014–15        | 2015–16        | 2016–17        | 2017–18        | 2021–22        |
| --------------------------------- | -------------- | -------------- | -------------- | -------------- | -------------- | -------------- | -------------- | -------------- | -------------- |
| Giochi olimpici invernali         |                |                |                | 19°            |                |                |                | 28°            |                |
| Campionati mondiali               |                |                |                |                | 21°            | 19°            | 24°            |                |                |
| Campionati dei Quattro continenti |                |                | 16°            | R              | R              | 9°             | 14°            |                |                |
| GP Cup of China                   |                |                |                |                |                | 6°             |                |                |                |
| GP Skate America                  |                |                |                |                | 10°            |                |                |                |                |
| CS Ice Challenge                  |                |                |                |                |                |                |                |                | 23°            |
| CS Finlandia Trophy               |                |                |                |                |                | 9°             |                |                | 24°            |
| CS Golden Spin                    |                |                |                |                | 6°             | 7°             |                |                |                |
| CS Lombardia Trophy               |                |                |                |                | 6°             |                |                |                |                |
| CS Nebelhorn Trophy               |                |                |                |                |                |                |                | 8°             |                |
| CS Warsaw Cup                     |                |                |                |                | 2°             | 4°             |                |                |                |
| Asian Trophy                      |                |                |                |                |                | 1°             |                |                |                |
| Giochi asiatici invernali         |                |                |                |                |                |                | 9°             |                |                |
| Crystal Skate                     |                |                | 1°             |                |                |                |                |                |                |
| Nebelhorn Trophy                  |                |                |                | 7°             |                |                |                |                |                |
| New Year's Cup                    |                |                | 3°             |                |                |                |                |                |                |
| NRW Trophy                        |                |                | 13°            |                |                |                |                |                |                |
| Skate Helena                      |                |                |                | 1°             |                |                |                |                |                |
| SEA Games                         |                |                |                |                |                |                |                | 2°             |                |
| Triglav Trophy                    |                |                |                | 1°             | 1°             |                |                |                |                |
| U.S. Classic                      |                |                |                | 6°             |                |                |                |                |                |
| Volvo Open Cup                    |                |                |                | 4°             |                |                | 5°             |                |                |
| Internazionali: Junior            |                |                |                |                |                |                |                |                |                |
| Campionati mondiali               |                | 15°            | 5°             |                |                |                |                |                |                |
| Giochi olimpici giovanili         |                | 7°             |                |                |                |                |                |                |                |
| JGP Australia                     |                | 8°             |                |                |                |                |                |                |                |
| JGP Croazia                       |                |                | 6°             |                |                |                |                |                |                |
| JGP Estonia                       |                |                |                | 3°             |                |                |                |                |                |
| JGP Giappone                      | 17°            |                |                |                |                |                |                |                |                |
| JGP Lettonia                      |                |                |                | 4°             |                |                |                |                |                |
| JGP U.S.A.                        |                |                | 4°             |                |                |                |                |                |                |
| Tirnavia Ice Cup                  |                |                |                |                |                |                |                |                |                |
| Nazionali                         |                |                |                |                |                |                |                |                |                |
| Campionati filippini              |                |                | 3°             |                |                |                | 1°             |                |                |
| R = Ritirato                      |                |                |                |                |                |                |                |                |                |